# Siam Ahmed

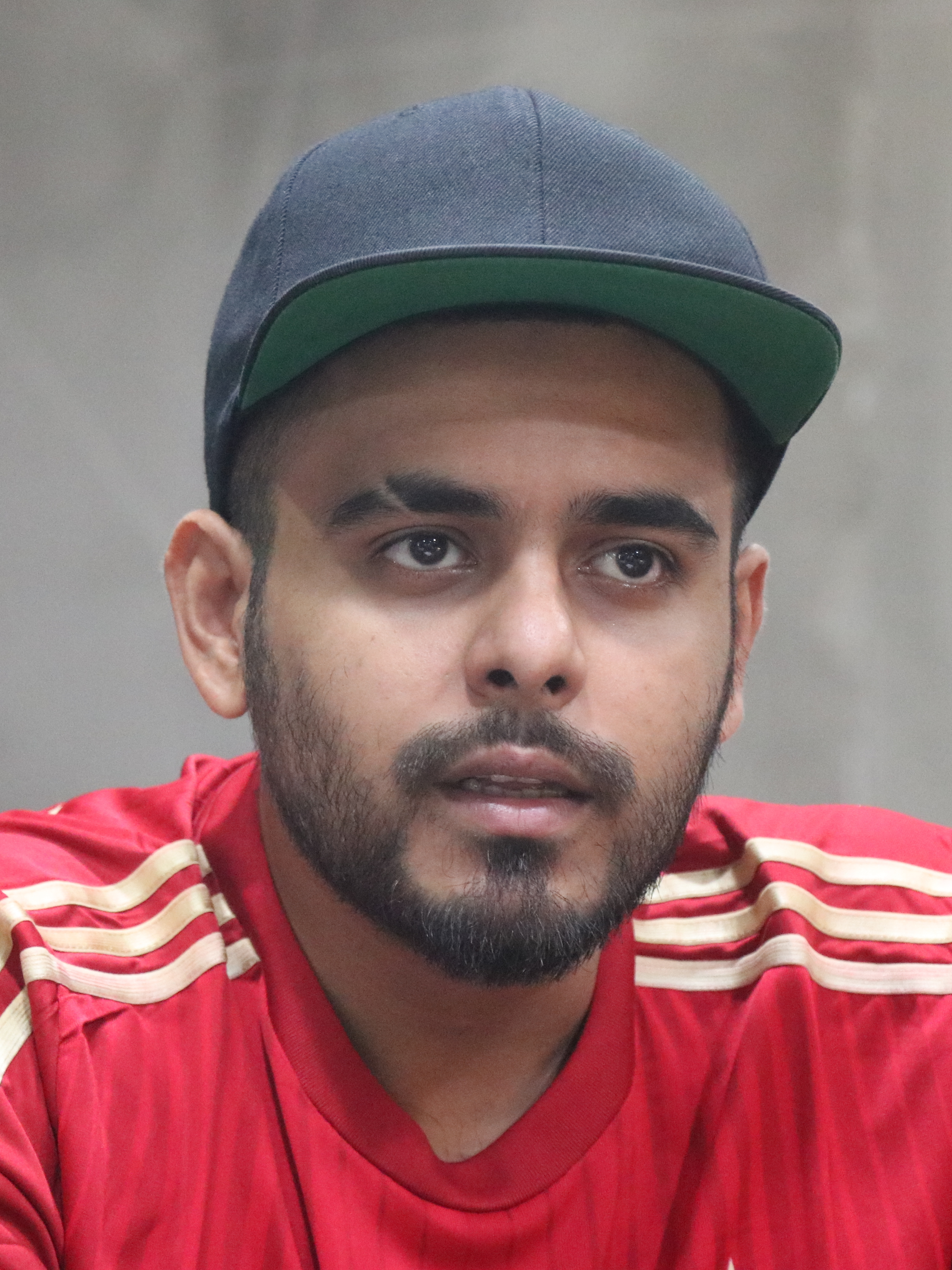
Siam Ahmed Sarfaraz

Siam Ahmed Sarfaraz (bengalisch সিয়াম আহমেদ, * 29. März 1990 in Barishal, Bangladesch) ist ein bangladeschischer Schauspieler und Model. Er ist bekannt dafür, verschiedene Rollen in Bangla-TV-Dramen zu spielen.

## Leben
Sarfaraz wurde in Barishal geboren. Er machte sein Abitur am Notre Dame College. Anschließend besuchte er die Universität London, die er mit einem Diplom und LLB Hons abschloss. Am Lincoln’s Inn absolvierte er seinen Bar Professional Training Course und machte anschließend seinen Law Conversion Course an der Northumbria University. Seit Dezember 2018 ist er mit Shamma Rushafy Abantee verheiratet.

## Karriere
Siam begann seine Karriere als Model für Airtel Bangladesh. Sein erstes Filmdrama war Bhalobasha 101 von Redoan Rony. Er trat auch in einigen Musikvideos wie Bondhurey, Cholna Sujon, Tumi Chaile oder Deyale Deyale auf. Außerdem trat er im Hoichoi-Webfilm Lilith mit Masuma Rahman Nabila in der Hauptrolle auf. 2021 wirkte er in insgesamt acht Episoden der Fernsehserie Morichika mit. Am 24. Dezember 2021 erschien der Film Mridha Bonam Mridha, in dem er als Ashfaq Mridha einen der Hauptdarsteller verkörperte. Der Daily Star schrieb über Ahmeds schauspielerischer Leistung, er „stiehlt die Show mit einer nahtlosen Performance und drückt die Liebe und Wut aus, die ein Sohn gegenüber seinem Vater empfinden kann.“

## Filmografie (Auswahl)
- 2014: Bhalobasha 101 (Fernsehfilm)
- 2015: Room Date (Kurzfilm)
- 2016: Bokhate (Kurzfilm)
- 2017: Aynabaji Original Series (Fernsehserie, Episode 1x04)
- 2017: Prem Potro (Fernsehfilm)
- 2018: Poramon 2
- 2018: Dahan
- 2019: Paanch Phoron (Fernsehserie, Episode 1x03)
- 2019: Fagun Haway
- 2020: Bishwoshundori
- 2021: Morichika (Fernsehserie, 8 Episoden)
- 2021: Operation Sundarbans
- 2021: Antarjal
- 2021: Mridha Bonam Mridha
- 2021: Damal
- 2021: Bangabandhu
- 2021: Adventures of Sundarbans
- 2022: Taan

## Auszeichnungen
- 2017: Sunsilk RTV Star Award als Bester TV-Schauspieler
- 2018: Bachsas Award als Bester Schauspieler
- 2018: Meril Prothom Alo Award[12]
- 2019: Bharat Bangladesh Film Award als Bester Schauspieler
- 2020: National Film Award (Bangladesch) als Bester Schauspieler[13]